# Tadeusz Bugayski
Tadeusz Bugayski, także Prus–Bugayski (ur. 26 września 1907, zm. 4 września 1990) – polski prawnik, działacz emigracyjny, minister w emigracyjnych rządach Hugona Hankego i Antoniego Pająka.

## Życiorys
Był synem sędziego Stanisława Bugayskiego, bratem Władysława Bugayskiego (1906-1943). Ukończył studia prawnicze na Uniwersytecie Jagiellońskim z tytułem doktora praw, był członkiem Korporacji Akademickiej Arcadia. Przed II wojną światową pracował jako sędzia, m.in. w sądach grodzkich w Katowicach, Mysłowicach i Rybniku. W styczniu 1939 został mianowany wiceprokuratorem okręgowym w Katowicach. Uczestniczył w kampanii francuskiej w 1940, a swoje wspomnienia z tego czasu opublikował na łamach pisma Polska Walcząca (numery 1-4 z 1941). Po II wojnie światowej pozostał na emigracji. Był m.in. prezesem Zrzeszenia Sędziów i Prokuratorów RP w Londynie, wiceprezesem Zjednoczenia Polskiego w Wielkiej Brytanii oraz wiceprzewodniczącym Komisji Skarbu Narodowego na Wielką Brytanię. Od 1950 był sędzią Sądu Obywatelskiego w Londynie, w tym od 1954 jego wiceprezesem (zrzekł się mandatu w grudniu 1955). Zasiadał w IV Radzie Narodowej Rzeczypospolitej Polskiej (1951-1953). Należał do Niezależnej Grupy Społecznej. Z jej ramienia został w 1954 sygnatariuszem Aktu Zjednoczenia. Po zerwaniu rozmów zjednoczeniowych poparł Augusta Zaleskiego i został członkiem Niezależnego Ruchu Społecznego, który wyodrębnił się z NGS. Pod koniec 1954 został wybrany członkiem I Rady Rzeczypospolitej Polskiej, był jej wiceprzewodniczącym. Od 8 sierpnia 1955 do 11 września 1955 był ministrem dla spraw obywateli polskich na obczyźnie i kierownikiem Ministerstwa Sprawiedliwości, od 11 września 1955 do 15 kwietnia 1957 pełnił te same funkcje w  pierwszym rządzie Antoniego Pająka (od 28 marca 1957 jako p.o. ministra). Wszedł także w skład III Rady Rzeczypospolitej Polskiej (1963-1968), jako były członek rady ministrów.
Jest pochowany na The Downs Cemetery w Brighton.